# Stephan Wackwitz

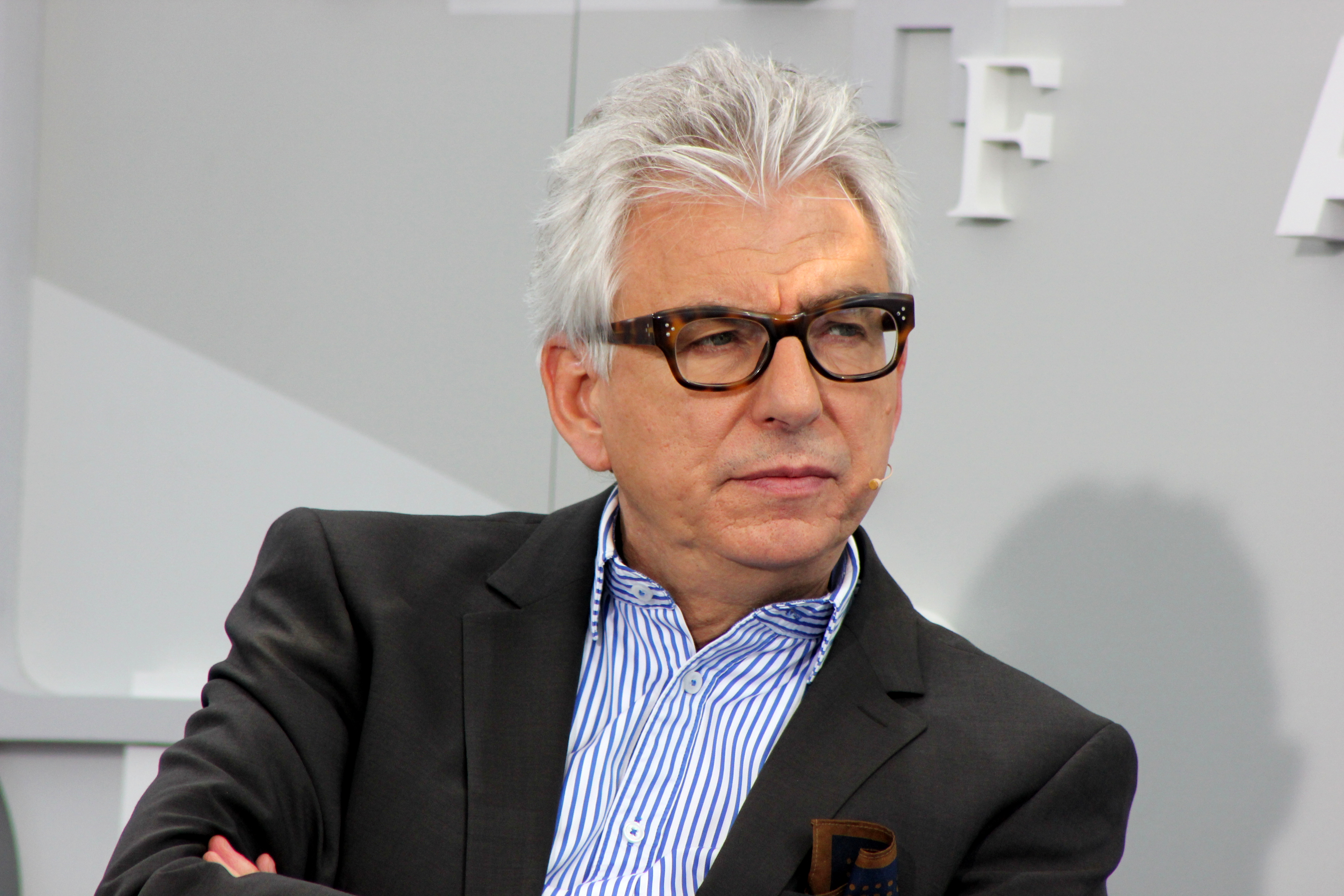
Stephan Wackwitz (2014)

Stephan Wackwitz (* 20. Januar 1952 in Stuttgart) ist ein deutscher Schriftsteller.

## Leben
Stephan Wackwitz besuchte das Evangelisch-Theologische Seminar der Württembergischen Landeskirche in Schöntal und Urach. Er studierte Germanistik, Geschichte und Philosophie in München und Stuttgart und promovierte bei Heinz Schlaffer über Hölderlins Elegienwerk. Nach einer Zeit als Lektor am King’s College London arbeitete er seit 1986 in verschiedenen Funktionen für das Goethe-Institut, mit Stationen in Frankfurt am Main, New Delhi, Tokyo, München, Kraków, Bratislava, New York, Tbilissi und Minsk. Er lebt in Berlin.
Wackwitz’ schriftstellerische Arbeiten sind – mit Ausnahme der Literatur- und Gesellschaftssatire Walkers Gleichung – essayistischer und autobiographischer Natur. Eine wichtige thematische Rolle spielen seine Familiengeschichte, sein – inzwischen als politischer Irrweg angesehenes – marxistisches Engagement im Marxistischen Studentenbund Spartakus während seiner Studienzeit – das er im Buch Neue Menschen thematisiert – sowie seine beruflich bedingten Aufenthalte in verschiedenen Weltgegenden.
Wackwitz publiziert seit 1987 regelmäßig im Merkur, seit 2003 in der Neuen Rundschau, seit 2018 in Sinn und Form. Seine Literaturrezensionen erscheinen in verschiedenen deutschsprachigen Feuilletons. Sein literarisches Werk erscheint seit 2002 bei S. Fischer.
Er ist Mitgründer des PEN Berlin.

## Auszeichnungen
- 1996 Förderpreis zum Heimito von Doderer-Literaturpreis
- 2010 Wilhelm-Müller-Preis des Landes Sachsen-Anhalt
- 2012 Samuel-Bogumil-Linde-Preis gemeinsam mit Andrzej Bart
- 2016 Wilhelm-Lehmann-Preis für Die Bilder meiner Mutter

## Publikationen (Auswahl)
- Trauer und Utopie um 1800. Stuttgart 1982
- Friedrich Hölderlin. Stuttgart 1985
- Fliegende Sklaven – ein Versuch über Tom Waits, in: Lettre International, Heft 3 (1988), S. 44–46
  - englische Fassung mit Nina Sonenberg: The Flying Slaves: An Essay on Tom Waits, in: The Threepenny Review, No. 40 (Winter, 1990), pp. 30–32
- Tokyo. Zürich 1994
- Walkers Gleichung. Göttingen 1996
- Kleine Reisen. Göttingen 1997
- Die Wahrheit über Sancho Pansa. München [u. a.] 1999
- Selbsterniedrigung durch Spazierengehen. S. Fischer, Frankfurt am Main 2002, ISBN 978-3-1009-1054-7
- Ein unsichtbares Land: Familienroman. S. Fischer, Frankfurt am Main 2003, ISBN 978-3-1009-1055-4
  - An invisible country. Übersetzt von Stephen Lehmann, Paul Dry Books 2005
  - Un pays invisible. Übersetzt von Barbara Fontaine, Éditions Teper 2007
- Neue Menschen. S. Fischer, Frankfurt am Main 2005, ISBN 978-3-1009-1056-1
- Osterweiterung. Zwölf Reisen. S. Fischer, Frankfurt am Main 2008, ISBN 978-3-1009-1057-8
- Fifth Avenue. S. Fischer, Frankfurt am Main 2010, ISBN 978-3-1009-1059-2
- Die vergessene Mitte der Welt – Unterwegs zwischen Tiflis, Baku, Eriwan. S. Fischer, Frankfurt am Main 2014, ISBN 978-3-1009-1060-8
- Die Bilder meiner Mutter. S. Fischer, Frankfurt am Main 2015, ISBN 978-3-10-002420-6.
- Eure Freiheit, unsere Freiheit. Was wir von Osteuropa lernen könnten. edition fotoTAPETA _Essay, Berlin 2019, ISBN 978-3-9405-2486-7
- Geheimnis der Rückkehr. Sieben Weltreisen. S. Fischer, Frankfurt am Main 2024, ISBN 978-3-10-397562-8